# Соглашение Саломон-Лосано
Договор Саломона — Лозано — соглашение, подписанное 24 марта 1922 года между Перу и Колумбией. Стало четвёртым по счёту соглашением между этими странами, посвящённым решению пограничного спора по поводу территории в верхнем бассейне Амазонки, и было призвано стать всеобъемлющим урегулированием данного вопроса.
Граница между государствами согласно договору пролегла по рекам Напо, Амазонке и Путумайо. 19 марта 1928 года соглашение было признано Лигой наций.
В перуанской историографии традиционно считается, что вследствие этого соглашения Перу потеряло около 100 тысяч км² территории между реками Жапура и Путумайо. Перуанская сторона была недовольна результатами соглашения, что привело к Колумбийско-перуанской войне 1932—1933 годов.